# 李識蒙
李識蒙，河南夏邑縣人，清朝政治人物、貢生出身。
貢生出身。乾隆元年，擔任山西介休縣知縣。